# Open Skies, Closed Minds
Open Skies, Closed Minds (tạm dịch: Bầu trời rộng mở, Tâm trí khép kín) là cuốn sách viết về UFO học thể hiện quan điểm của Nick Pope, cựu điều tra viên UFO từng làm việc tại Bộ Quốc phòng Anh (MOD).
Cuốn sách cung cấp một cái nhìn tổng quan về hiện tượng UFO, với trọng tâm là chuyến công du ba năm của Pope với tư cách là nhân viên phụ trách nghiên cứu chuyên đề về UFO của Bộ Quốc phòng Anh. Tác phẩm này xem xét một số trường hợp UFO nổi tiếng, bao gồm vụ rơi đĩa bay ở Roswell và sự kiện rừng Rendlesham, cũng như một số trường hợp ít được biết đến hơn từ hồ sơ vụ việc UFO của MOD. Pope còn thảo luận về chính trị xung quanh cách mà những người trong chính phủ và quân đội nhìn nhận hiện tượng UFO này.